# Chrysopilus dives
Chrysopilus dives är en tvåvingeart som beskrevs av Friedrich Hermann Loew 1871. Chrysopilus dives ingår i släktet Chrysopilus och familjen snäppflugor. Inga underarter finns listade i Catalogue of Life.